# Časopis
Časopis (tudi časnik) je serijska publikacija, običajno tiskana na recikliranem papirju, ki izhaja dnevno ali tedensko. Časopis je en najstarejših načinov razširjanja novic, v današnji obliki je nastal pred okrog tristo leti. Časopisna industrija je zaenkrat preživela tekmovanje z drugimi sodobnimi tehnologijami, kot so radio in televizija, precej večjo nevarnost pa ji predstavlja internet. Večina časopisov ima del vsebin dostopnih tudi v spletni izdaji, vendar nekateri samo za naročnike oz. proti plačilu.
Časopis vsebuje novice, ki so lahko splošnega značaja ali tematsko obarvane. Običajno obravnavajo različne teme: politika, črna kronika, finance, šport, vreme. Del časopisa je lahko namenjen tudi mnenjem komentatorjev, kolumnam ter pismom bralcev. Večina časopisov je ilustrirana in opremljena s fotografijami, danes so praktično vsi časopisi tiskani v barvah. Razvedrilni del časopisa lahko vključuje karikature, križanke in horoskop. Pomemben del časopisa predstavljajo oglasi, ki so najpomembnejši, če ne kar edini, finančni vir časopisa.
Poseben del časopisne industrije predstavlja tako imenovani rumeni tisk; gre za izdaje, ki se osredotočajo predvsem na popularne teme z veliko slikovnega gradiva.

## Slovenski dnevniki
- Delo (časopis)
- Dnevnik (časopis)
- Večer (časopis)
- Finance (časopis)
- Slovenske novice
- inDirekt (časopis)
- Primorske novice
- Primorski dnevnik
- Ekipa (časopis)
- žurnal24 (časopis)

## Slovenski tedniki in štirinajstdnevniki
- Adut (brezplačni časopis)
- Žurnal
- Nedeljski dnevnik
- Demokracija
- Dolenjski list
- Domovina
- Dobro jutro (brezplačni časopis)
- Mladina
- Novi tednik (Celje)
- Slovenski tednik (brezplačni časopis)
- Reporter
- Total tedna (brezplačni časopis)